# Vịnh Đại Bằng

Vị trí vịnh Đại Bằng ở phía nam Đông Cảng, Bình Đông

Vịnh Đại Bằng  là một đầm phá ở Đông Cảng, Bình Đông, Đài Loan. Nó là đầm phá lớn nhất dọc bờ biển Tây Nam Đài Loan.

## Thắng cảnh
Vịnh thắng cảnh quốc gia Đại Bằng là một khu bảo tồn quốc gia bao gồm vịnh cũng như đảo Lưu Cầu.

## Vận chuyển
Từ phía tây Ga Trấn An của Cục quản lý Đường sắt Đài Loan có thể đi bộ đến vịnh.

## Liên kết
- Dapeng Bay National Scenic Area (governmental site)
- "Map: Dapeng Bay, 2013 Tour de Taiwan". Cycling iQ. Bản gốc lưu trữ ngày 31 tháng 8 năm 2014. Truy cập ngày 31 tháng 8 năm 2014.
- "Taiwan from the Air--Chopper Shots: %. Dapeng Bay". Lưu trữ bản gốc ngày 31 tháng 8 năm 2014.